# Paramysis portzicensis
Paramysis portzicensis is een aasgarnalensoort uit de familie van de Mysidae. De wetenschappelijke naam van de soort is voor het eerst geldig gepubliceerd in 1950 door Nouvel.